# Marion Dufresne (schip, 1995)
De Marion Dufresne is zowel een onderzoeksschip als een bevoorradings- en passagiersschip voor de TAAF-eilanden. Het vaart onder Franse vlag.
Het heeft een installatie waarmee het monsters van de zeebodem met een lengte van 60 meter kan nemen en een sonar waarmee onderwaterkaarten getekend kunnen worden. Verder beschikt het schip over 650 m² aan laboratoriumruimte. Het kan voor 4.600 m³ aan vracht vervoeren en heeft het een helikopterdek en een eigen helikopter.

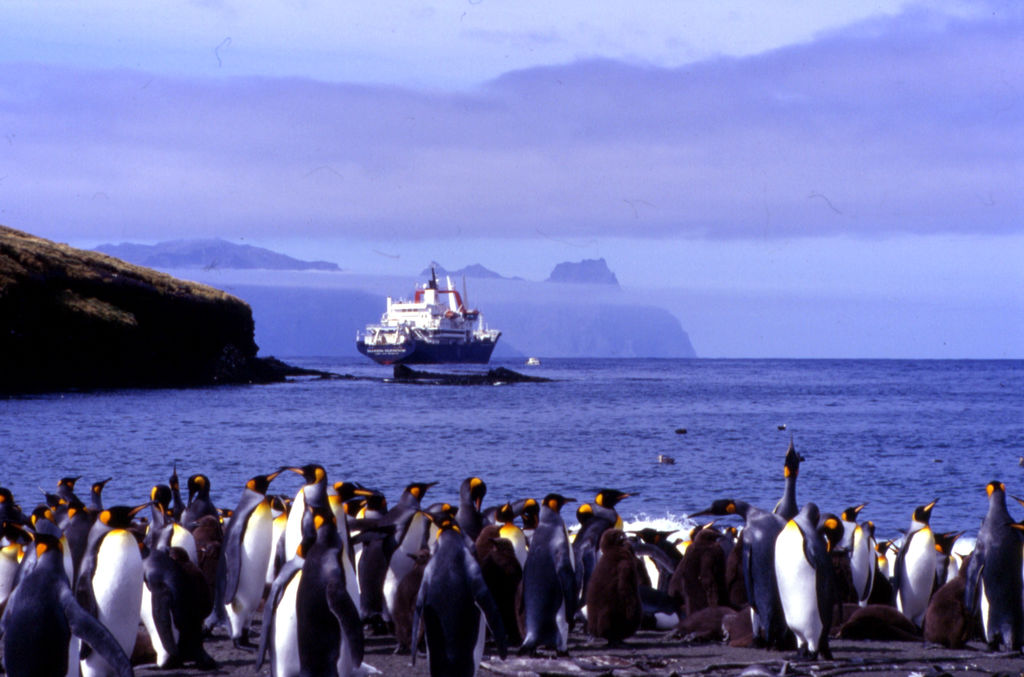
De Marion Dufresne 2 bij de Crozeteilanden

Het schip is vernoemd naar de 18e-eeuwse Franse ontdekkingsreiziger Marc-Joseph Marion du Fresne.
Er is ook een Marion Dufresne 1 geweest. Deze was van 1973 tot 1995 in gebruik.
Tijdens het tweede seizoen van 3opReis was Floortje Dessing aanwezig op dit schip op weg van Amsterdam naar haar eindbestemming Amsterdam (Indische Oceaan).